# Dalija Orešković i ljudi s imenom i prezimenom
Dalija Orešković i ljudi s imenom i prezimenom (skr. DO i SIP ili jednostavno SIP), liberalna politička stranka u Hrvatskoj koju je osnovala Dalija Orešković.

## Povijest
U listopadu 2018. Dalija Orešković najavljuje ulazak u politiku. Dana 29. prosinca 2018. objavljuje kako će se njezina stranka zvati Stranka borbe protiv korupcije, razvoja i transparentnosti, skraćeno START. Kandidirala se za predsjednicu 2019., dobivši 55 163 ili 2,9% glasova. Zauzela je 6. mjesto od ukupno 11 kandidata i nije prošla kroz prvi izborni krug.
Stranka START 4. svibnja 2020. mijenja ime u Stranku s imenom i prezimenom (IP, također SIP, STRIP ili SsIP), a Orešković je odstupila s mjesta predsjednika stranke. Za novog čelnika stranke izabran je Ivan Kovačić. Na parlamentarnim izborima 5. srpnja 2020. izabrana je za zastupnicu u Hrvatskom saboru.
Dana 16. studenoga 2020. stranka se ujedinila sa strankom Pametno u novu stranku pod nazivom Centar. Orešković je, međutim, napustila stranku Centar u kolovozu 2023. zbog nesuglasica s bračnim parom Puljak. Stranka Dalija Orešković i Ljudi s imenom i prezimenom nastala je 8. listopada 2023. godine kao nasljednica Stranke s imenom i prezimenom.

## Rezultati izbora

### Parlamentarni
| izborna godina | koalicija       | broj birača        | %                  | broj zastupnika | +/–            | dio vlade? |
| izborna godina | koalicija       | ukupno (koalicija) | ukupno (koalicija) | DO i SIP        | DO i SIP       | dio vlade? |
| -------------- | --------------- | ------------------ | ------------------ | --------------- | -------------- | ---------- |
| 2020.          | Fokus – Pametno | 66 399             | 3,98 (6.)          | 1 / 151         | –              | Oporba     |
| 2024.          | Rijeke pravde   | 538 748            | 25,40 (2.)         | 1 / 151         | ▬ bez promjena | Oporba     |

### Europski parlament
| izborna godina | nositelj liste | koalicija     | broj birača | %             | broj zastupnika | +/–      | EP skupina |
| izborna godina | nositelj liste | koalicija     | koalicija   | koalicija     | DO i SIP        | DO i SIP | EP skupina |
| -------------- | -------------- | ------------- | ----------- | ------------- | --------------- | -------- | ---------- |
| 2024.          | Biljana Borzan | Rijeke pravde | 192 859     | 25,62 (br. 2) | 0 / 12          | –        | –          |